# Швангау
Швангау (нем. и бав. Schwangau) — община в Германии, в земле Бавария.
Подчиняется административному округу Швабия. Входит в состав района Восточный Алльгой. Население составляет 3331 человек (на 31 декабря 2019 года). Занимает площадь 76,03 км².
Коммуна подразделяется на 7 сельских округов.
В коммуне был проведён референдум, по результатам которого стало возможно выдвижение замков Хоэншвангау и Нойшванштайн в кандидаты на включение в список Всемирного наследия ЮНЕСКО.

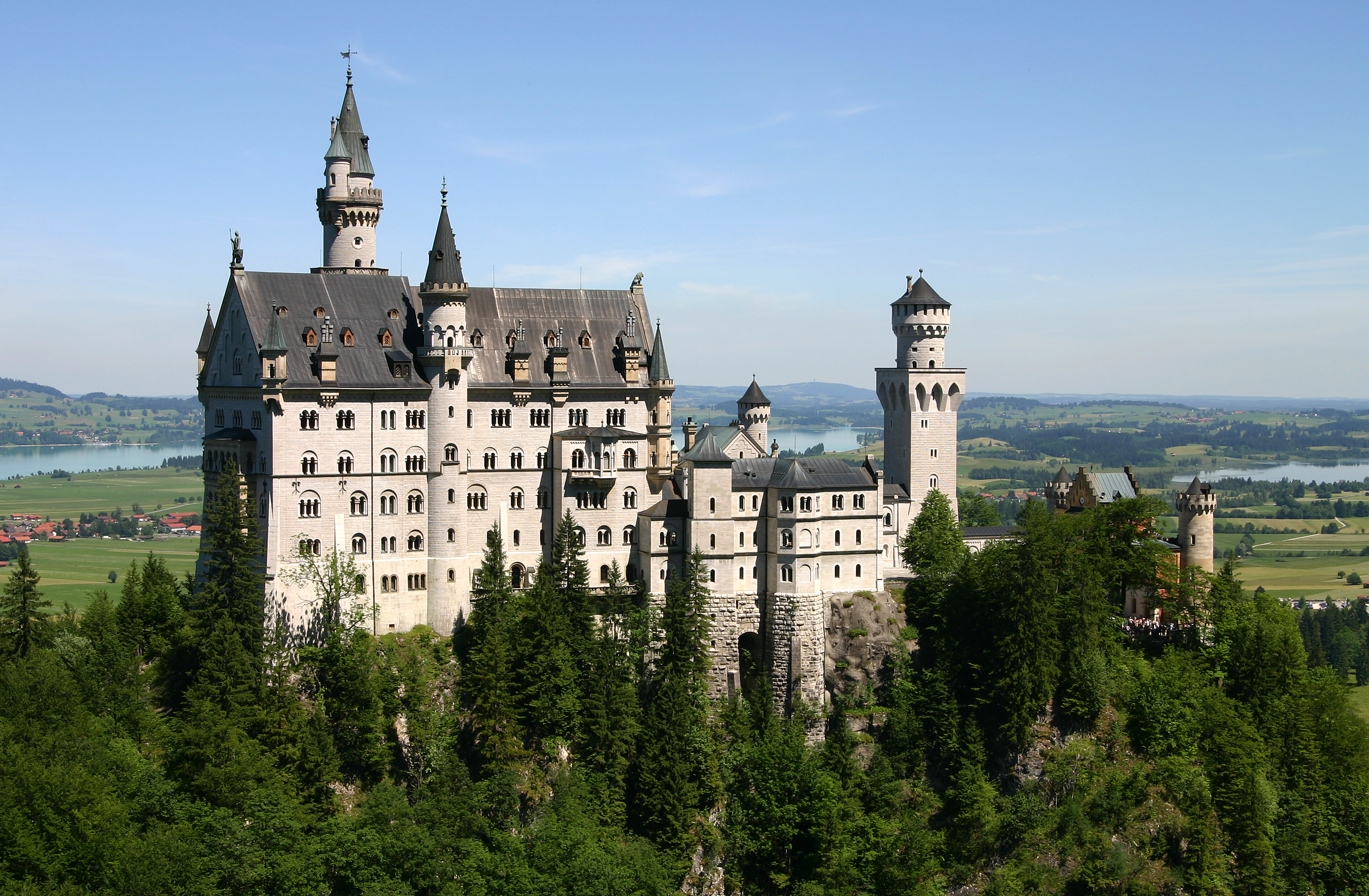
Швангау, замок Нойшванштайн